# Lista över Norges utrikesministrar
Norges utrikesminister (på bokmål: utenriksminister; nynorsk: utanriksminister) är chef för Utenriksdepartementet/Utanriksdepartementet (UD), landets utrikesministerium. 
Posten som utrikesminister och förekomsten av ett eget norskt utrikesministerium har funnits sedan unionsupplösningen 1905. Beslutet om att upprätta ett utrikesdepartement togs 7 juni samma år. Under den svensk–norska unionen 1814–1905 representerades Norges intressen utomlands av Sveriges utrikesminister.
Espen Barth Eide är Norges utrikesminister sedan den 16 oktober 2023.

## Lista över utrikesministrar sedan 1905
| Nr   |  | Utrikesminister                        | Tillträdde        | Avgick             | Varaktighet         | Parti | Parti                | Regering                                                                            | Ref                  |
| ---- |  | -------------------------------------- | ----------------- | ------------------ | ------------------- | ----- | -------------------- | ----------------------------------------------------------------------------------- | -------------------- |
| 1    |  | Jørgen Løvland (1848–1922)             | 7 juni 1905       | 19 mars 1908       | 2 år och 286 dagar  |       | Venstre              | Michelsen V – H – MV – L Løvland V – FV – MV – L                                    | [ 1 ] [ 2 ]          |
| 2    |  | W. C. Christophersen (1832–1913)       | 19 mars 1908      | 2 februari 1910    | 1 år och 320 dagar  |       | Venstre              | Knudsen I V                                                                         | [ 3 ]                |
| 3    |  | Johannes Irgens (1869–1939)            | 2 februari 1910   | 20 februari 1912   | 2 år och 18 dagar   |       | Høyre                | Konow H – FV Bratlie H – FV                                                         | [ 4 ]                |
| 4    |  | Nils Claus Ihlen (1855–1925)           | 20 februari 1912  | 21 juni 1920       | 8 år och 122 dagar  |       | Venstre              | Knudsen II V                                                                        | [ 5 ] [ 6 ]          |
| 5    |  | Christian Fredrik Michelet (1863–1927) | 21 juni 1920      | 21 juni 1921       | 1 år och 0 dagar    |       | Høyre                | Bahr Halvorsen I H – FV                                                             | [ 7 ]                |
| 6    |  | Arnold Christopher Ræstad (1878–1945)  | 21 juni 1921      | 31 maj 1922        | 0 år och 344 dagar  |       | Venstre              | Blehr II V                                                                          | [ 8 ]                |
| 7    |  | Johan Ludwig Mowinckel (1870–1943)     | 31 maj 1922       | 6 mars 1923        | 0 år och 279 dagar  |       | Venstre              | Blehr II V                                                                          | [ 8 ]                |
| (5)  |  | Christian Fredrik Michelet (1863–1927) | 6 mars 1923       | 25 juli 1924       | 1 år och 141 dagar  |       | Høyre                | Bahr Halvorsen II H – FV Berge FV – H                                               | [ 9 ] [ 10 ]         |
| (7)  |  | Johan Ludwig Mowinckel (1870–1943)     | 25 juli 1924      | 5 mars 1926        | 1 år och 223 dagar  |       | Venstre              | Mowinckel I V                                                                       | [ 11 ]               |
| 8    |  | Ivar Lykke (1872–1949)                 | 5 mars 1926       | 28 januari 1928    | 1 år och 329 dagar  |       | Høyre                | Lykke H – FV                                                                        | [ 12 ]               |
| 9    |  | Edvard Bull (1881–1932)                | 28 januari 1928   | 15 februari 1928   | 0 år och 18 dagar   |       | Arbeiderpartiet      | Hornsrud AP                                                                         | [ 13 ]               |
| (7)  |  | Johan Ludwig Mowinckel (1870–1943)     | 15 februari 1928  | 12 maj 1931        | 3 år och 86 dagar   |       | Venstre              | Mowinckel II V                                                                      | [ 14 ]               |
| 10   |  | Birger Braadland (1879–1966)           | 12 maj 1931       | 3 mars 1933        | 1 år och 295 dagar  |       | Bondepartiet         | Kolstad BP Hundseid BP                                                              | [ 15 ] [ 16 ]        |
| (7)  |  | Johan Ludwig Mowinckel (1870–1943)     | 3 mars 1933       | 20 mars 1935       | 2 år och 17 dagar   |       | Venstre              | Mowinckel III V                                                                     | [ 17 ]               |
| 11   |  | Halvdan Koht (1873–1965)               | 20 mars 1935      | 19 november 1940   | 5 år och 244 dagar  |       | Arbeiderpartiet      | Nygaardsvold AP                                                                     | [ 18 ]               |
| 12   |  | Trygve Lie (1896–1968)                 | 19 november 1940  | 2 februari 1946    | 5 år och 75 dagar   |       | Arbeiderpartiet      | Nygaardsvold AP Gerhardsen I AP – H – BP – V – NKP Gerhardsen II AP                 | [ 18 ] [ 19 ] [ 20 ] |
| 13   |  | Halvard Lange (1902–1970)              | 2 februari 1946   | 28 augusti 1963    | 17 år och 207 dagar |       | Arbeiderpartiet      | Gerhardsen II AP Torp AP Gerhardsen III AP                                          | [ 20 ] [ 21 ] [ 22 ] |
| 14   |  | Erling Wikborg (1894–1992)             | 28 augusti 1963   | 25 september 1963  | 0 år och 28 dagar   |       | Kristelig Folkeparti | Lyng H – SP – V – §KRF                                                              | [ 23 ]               |
| (13) |  | Halvard Lange (1902–1970)              | 25 september 1963 | 12 oktober 1965    | 2 år och 17 dagar   |       | Arbeiderpartiet      | Gerhardsen IV AP                                                                    | [ 24 ]               |
| 15   |  | John Lyng (1905–1978)                  | 12 oktober 1965   | 22 maj 1970        | 4 år och 222 dagar  |       | Høyre                | Borten SP – H – V – §KRF                                                            | [ 25 ]               |
| 16   |  | Svenn Stray (1922–2012)                | 22 maj 1970       | 17 mars 1971       | 0 år och 299 dagar  |       | Høyre                | Borten SP – H – V – §KRF                                                            | [ 25 ]               |
| 17   |  | Andreas Zeier Cappelen (1915–2008)     | 17 mars 1971      | 18 augusti 1972    | 1 år och 154 dagar  |       | Arbeiderpartiet      | Bratteli I AP                                                                       | [ 26 ]               |
| 18   |  | Dagfinn Vårvik (1924–2018)             | 18 augusti 1972   | 16 oktober 1973    | 1 år och 59 dagar   |       | Senterpartiet        | Korvald §KRF – SP – V                                                               | [ 27 ]               |
| 19   |  | Knut Frydenlund (1927–1987)            | 16 oktober 1973   | 14 oktober 1981    | 7 år och 363 dagar  |       | Arbeiderpartiet      | Bratteli II AP Nordli AP Brundtland I AP                                            | [ 28 ] [ 29 ] [ 30 ] |
| (16) |  | Svenn Stray (1922–2012)                | 14 oktober 1981   | 9 maj 1986         | 4 år och 207 dagar  |       | Høyre                | Willoch I H Willoch II H – §KRF – SP                                                | [ 31 ]               |
| (19) |  | Knut Frydenlund (1927–1987)            | 9 maj 1986        | 26 februari 1987 † | 0 år och 293 dagar  |       | Arbeiderpartiet      | Brundtland II AP                                                                    | [ 32 ]               |
| 20   |  | Johan Jørgen Holst (1937–1994)         | 26 februari 1987  | 9 mars 1987        | 0 år och 11 dagar   |       | Arbeiderpartiet      | Brundtland II AP                                                                    | [ 32 ]               |
| 21   |  | Thorvald Stoltenberg (1931–2018)       | 9 mars 1987       | 16 oktober 1989    | 2 år och 221 dagar  |       | Arbeiderpartiet      | Brundtland II AP                                                                    | [ 32 ]               |
| 22   |  | Kjell Magne Bondevik (född 1947)       | 16 oktober 1989   | 3 november 1990    | 1 år och 18 dagar   |       | Kristelig Folkeparti | Syse H – §KRF – SP                                                                  | [ 33 ]               |
| (21) |  | Thorvald Stoltenberg (1931–2018)       | 3 november 1990   | 2 april 1993       | 2 år och 150 dagar  |       | Arbeiderpartiet      | Brundtland III AP                                                                   | [ 34 ]               |
| (20) |  | Johan Jørgen Holst (1937–1994)         | 2 april 1993      | 13 januari 1994 †  | 0 år och 286 dagar  |       | Arbeiderpartiet      | Brundtland III AP                                                                   | [ 34 ]               |
| 23   |  | Bjørn Tore Godal (född 1945)           | 13 januari 1994   | 17 oktober 1997    | 3 år och 277 dagar  |       | Arbeiderpartiet      | Brundtland III AP Jagland AP                                                        | [ 34 ] [ 35 ]        |
| 24   |  | Knut Vollebæk (född 1946)              | 17 oktober 1997   | 21 mars 2000       | 2 år och 156 dagar  |       | Kristelig Folkeparti | Bondevik I §KRF – SP – V                                                            | [ 36 ]               |
| 25   |  | Thorbjørn Jagland (född 1950)          | 21 mars 2000      | 19 oktober 2001    | 1 år och 212 dagar  |       | Arbeiderpartiet      | Stoltenberg I AP                                                                    | [ 37 ]               |
| 26   |  | Jan Petersen (född 1946)               | 19 oktober 2001   | 17 oktober 2005    | 3 år och 363 dagar  |       | Høyre                | Bondevik II §KRF – H – V                                                            | [ 38 ]               |
| 27   |  | Jonas Gahr Støre (född 1960)           | 17 oktober 2005   | 21 september 2012  | 6 år och 340 dagar  |       | Arbeiderpartiet      | Stoltenberg II AP – SP – SV                                                         | [ 39 ]               |
| 28   |  | Espen Barth Eide (född 1964)           | 21 september 2012 | 16 oktober 2013    | 1 år och 25 dagar   |       | Arbeiderpartiet      | Stoltenberg II AP – SP – SV                                                         | [ 39 ]               |
| 29   |  | Børge Brende (född 1965)               | 16 oktober 2013   | 20 oktober 2017    | 4 år och 4 dagar    |       | Høyre                | Solberg H – FRP                                                                     | [ 40 ]               |
| 30   |  | Ine Marie Eriksen Søreide (född 1976)  | 20 oktober 2017   | 14 oktober 2021    | 3 år och 359 dagar  |       | Høyre                | Solberg H – FRP Solberg H – FRP – V Solberg H – FRP – V – §KRF Solberg H – V – §KRF | [ 41 ]               |
| 31   |  | Anniken Huitfeldt (född 1969)          | 14 oktober 2021   | 16 oktober 2023    | 2 år och 2 dagar    |       | Arbeiderpartiet      | Støre AP – SP                                                                       | [ 42 ]               |
| (28) |  | Espen Barth Eide (född 1964)           | 16 oktober 2023   | nuvarande          | 1 år och 261 dagar  |       | Arbeiderpartiet      | Støre AP – SP                                                                       | [ 43 ]               |